# Abar
Abar (fl. VIII secolo a.C.) è stata una regina egizia.

## Biografia
Abar era una principessa nubiana, figlia di Kashta, il fondatore della XXV dinastia, e madre di Taharqa, uno dei faraoni più noti di questa dinastia. La XXV dinastia è talvolta chiamata la dinastia nubiana perché i sovrani provenivano dalla Nubia, una regione che oggi corrisponde grosso modo all'attuale Sudan. La Nubia era un'area ricca di cultura e potere, e i sovrani nubiani esercitarono una grande influenza sull'Egitto, soprattutto a partire dal regno di Piankhi (Piye), il fratello di Kashta, che iniziò la conquista dell'Egitto nel 740 a.C.
Poiché Abar è figlia di Kashta e madre di Taharqa, possiamo dedurre che sia nata intorno alla metà dell'VIII secolo a.C., se non poco prima, considerando la cronologia di Kashta e la successione dei suoi figli. Kashta regnò approssimativamente dal 750 a.C. e sua figlia Abar sarebbe quindi nata qualche decennio prima della morte di Kashta, che avvenne attorno al 730 a.C.
Taharqa, figlio di Abar, salì al trono attorno al 690 a.C., quindi Abar avrebbe avuto un ruolo di notevole importanza mentre suo figlio cresceva e si preparava a governare.

## Sorella-sposa di Piankhy
Abar era sorella di Piankhi e, come tale, faceva parte della famiglia reale nubiana. Questo le conferiva una posizione di prestigio all'interno della corte e un'influenza nella politica dinastica. Le alleanze tra i membri della famiglia reale erano fondamentali per mantenere la stabilità e la continuità del potere.
Il matrimonio tra Abar e Piankhi sarebbe stato probabilmente una alleanza dinastica, come accadeva spesso nell'antico Egitto e Nubia. I matrimoni tra membri della famiglia reale erano un modo per consolidare il potere e garantire l'unità dinastica. Abar, quindi, non solo avrebbe avuto un ruolo di supporto come sorella di Piankhi, ma anche come sua consorte, probabilmente giocando un ruolo importante nelle questioni politiche e nelle decisioni strategiche. Sebbene non ci siano molte fonti che documentano il ruolo esatto di Abar nell'amministrazione del regno, il suo matrimonio con Piankhi avrebbe sicuramente avuto una funzione fondamentale nella stabilità del potere nubiano in Egitto.

## L’importanza all’interno della dinastia
L'importanza di Abar come sorella e sposa di Piankhi e madre di Taharqa si inserisce in un contesto di dinastie nubiane che cercavano di stabilire un dominio egiziano duraturo. I sovrani nubiani, tra cui Piankhi e Taharqa, furono tra i pochi a riuscire a mantenere una dinastia di lunga durata durante un periodo di grande instabilità politica in Egitto.
La XXV dinastia nubiana rappresenta un periodo di grandissimo splendore per la Nubia, ma anche di conflitto con potenze straniere, in particolare con l'Assiria, che minacciò di distruggere il controllo nubiano sull'Egitto. In tale contesto, il supporto di una regina consorte come Abar sarebbe stato essenziale per mantenere la stabilità del regno e garantire il successo della dinastia nubiana.